# Allium kermesinum
Espèce
Classification APG III (2009)
Allium kermesinum est une espèce de plantes à fleurs du genre Allium de la famille des Amaryllidacées, connue sous les noms anglais de crimson leek (littéralement poireau écarlate) ou Kamnik leek (poireau des Alpes Kamniques). C'est plante bulbeuse vivace endémique en Slovénie.

## Description
Allium kermesinum a un long bulbe, avec des feuilles striées semblables à celles de la ciboulette. Les fleurs varient du rouge au rose et sont légèrement parfumées, rappelant l'ail. Il fleurit entre août et septembre. Il est endémique de Slovénie, où il pousse dans les Alpes kamniques